# Josh Harding
Joshua „Josh“ Joel Harding (* 18. Juni 1984 in Regina, Saskatchewan) ist ein ehemaliger kanadischer Eishockeytorwart, der von 2003 bis 2015 bei den Minnesota Wild in der National Hockey League (NHL) unter Vertrag stand. Zuvor spielte er drei Saisons für die kanadischen Juniorenteams Regina Pats und Brandon Wheat Kings in der Western Hockey League (WHL). Im NHL Entry Draft 2002 wurde er in der zweiten Runde an insgesamt 38. Position von Minnesota ausgewählt.
Nachdem er bereits im Vorjahr als Rookie des Jahres in der Juniorenliga nominiert war, gewann Harding in der Saison 2002/03 die Del Wilson Trophy als bester Torhüter und die Four Broncos Memorial Trophy als wertvollster Spieler der WHL. Zwei Spielzeiten später wechselte er zum Farmteam der Minnesota Wild, den Houston Aeros, in die American Hockey League (AHL) und erhielt parallel erste Einsätze in der NHL. Ab der Saison 2007/08 stand Harding dauerhaft als Ersatztorhüter hinter Niklas Bäckström im Kader Minnesotas. Durch eine Knieverletzung im September 2010 fiel er für eine gesamte NHL-Saison aus.
Harding leidet unter multipler Sklerose. Nach der Diagnose im September 2012 setzte er seine NHL-Karriere dennoch fort und verzeichnete bei seiner Rückkehr aufs Eis ein Shutout. Nachdem er in der regulären Saison nur fünf Spiele absolviert hatte, wurde er in den Play-offs als Stammtorhüter der Wild eingesetzt. Für sein Comeback wurde Harding 2013 mit der Bill Masterton Memorial Trophy geehrt. In der folgenden Spielzeit war er zeitweise Stammtorhüter der Wild und schloss die Saison mit der besten Fangquote und dem geringsten Gegentorschnitt der NHL ab.

## Karriere

### Jugend (bis 2001)
Josh Harding wuchs in seiner Geburtsstadt Regina in der kanadischen Provinz Saskatchewan auf. Dort begann er mit dem Eishockeyspielen zunächst als Center und Verteidiger, bevor er im Alter von zwölf Jahren dauerhaft auf die Torhüterposition wechselte. Daraufhin wurde er von seinem Trainer, der ihn nur als Verteidiger einsetzen wollte, aus der Mannschaft gestrichen und musste seine Karriere in der zweitklassigen Peewee-Liga Reginas fortsetzen.
Durch gute Leistungen in der Play-offs seiner Spielklasse erhielt Harding erste Aufmerksamkeit bei den Scouts der höheren Juniorenligen und wurde schließlich 1999 im WHL Bantam Draft, in dem die Teams der Western Hockey League Spieler aus den Midget-Ligen draften können, in der dritten Runde von seinem Heimatverein Regina Pats ausgewählt. Zunächst wechselte er aber in die Saskatchewan Midget AAA Hockey League, wo er in der Saison 2000/01 insgesamt 39 Spiele als Stammtorhüter der Regina Pat Canadians bestritt und am All-Star Game der Liga teilnahm. Bei den Canadians stand er unter anderem für acht Spiele gemeinsam mit Ryan Getzlaf auf dem Eis.

### Western Hockey League (2001–2004)

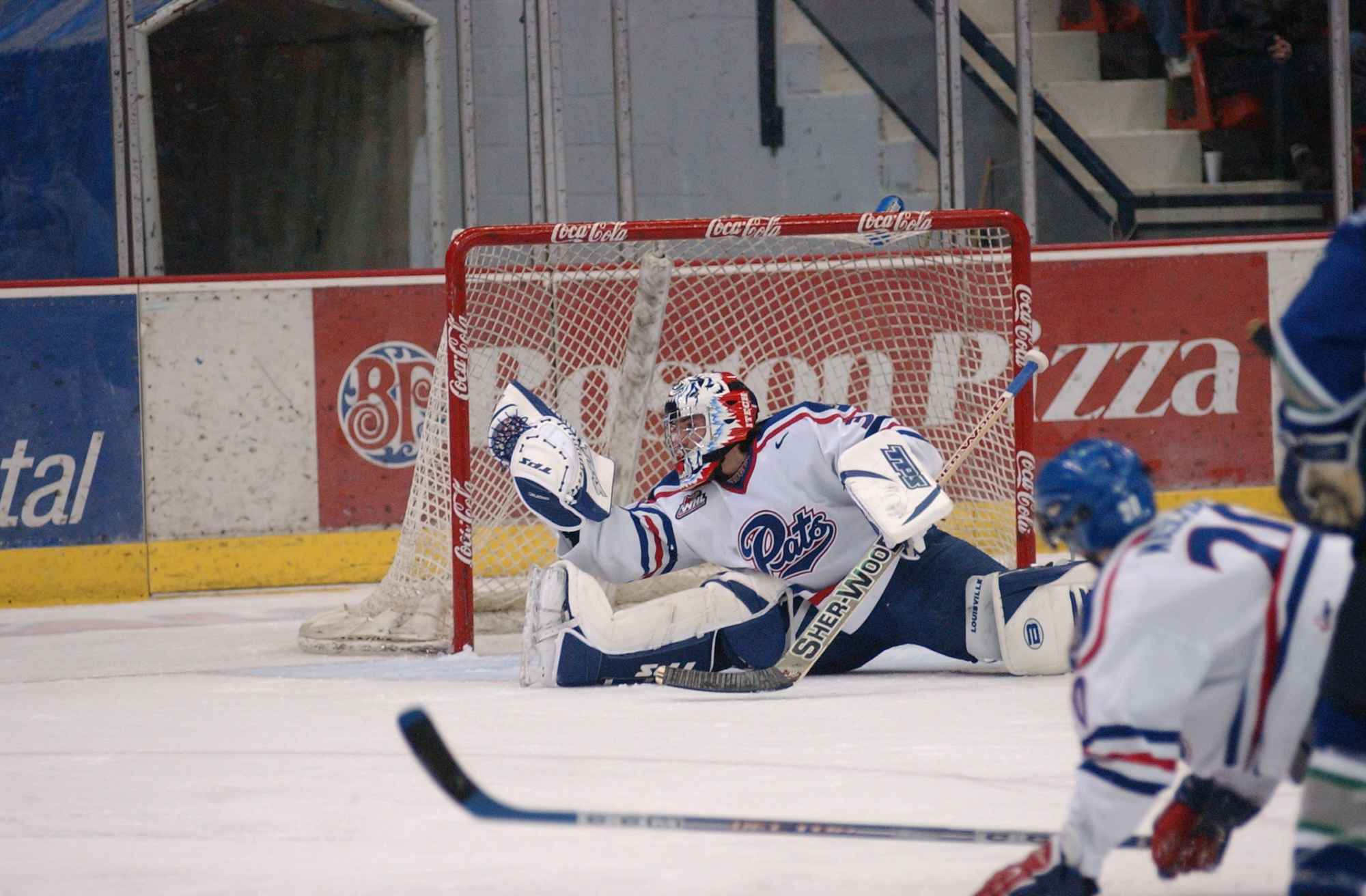
Josh Harding im Trikot der Regina Pats (2003)

Anschließend wechselte Harding zur Saison 2001/02 zu den Regina Pats und kam dort zunächst als Ersatztorwart hinter dem zwei Jahre älteren Chad Davidson zum Einsatz. In den ersten beiden Monaten der Spielzeit bestritt er nur vier Einsätze, bevor er sich mit sieben Siegen aus acht Spielen im November 2001 durchsetzen konnte und als WHL-Spieler des Monats ausgezeichnet wurde. Am Ende der Saison stellte Harding mit einem Gegentorschnitt von 2,39 Toren pro Spiel einen neuen Mannschaftsrekord auf und lag in der Statistik hinter Rookie Cam Ward auf dem zweiten Platz der Liga. Mit vier Spielen ohne Gegentor verzeichnete er gleichzeitig die meisten Shutouts der WHL. Bei der Wahl zum All-Star Team unterlag er daraufhin nur Cam Ward und wurde ins zweite All-Star Team der Eastern Conference gewählt. Außerdem wurde er als Finalist der Conference für die Jim Piggott Memorial Trophy nominiert, die an den besten Rookie der Liga vergeben wird, unterlag in der Wahl allerdings Braydon Coburn. In den Play-offs kam Harding schließlich als Stammtorhüter zum Einsatz, scheiterte mit den Pats allerdings in der ersten Runde an den Moose Jaw Warriors.
Vor dem NHL Entry Draft 2002 wurde Harding von den Central Scouting Services der National Hockey League auf Platz 11 der verfügbaren nordamerikanischen Torhüter geführt. Er wurde schließlich in der zweiten Runde an 38. Position von den Minnesota Wild ausgewählt und war damit der erste Torhüter, der in der Mannschaftsgeschichte gedraftet wurde. Harding blieb anschließend aber noch zwei weitere Jahre in der Western Hockey League.
Zur Saison 2002/03 wurde Harding endgültig zum Stammtorhüter der Pats und gehörte am Ende der Saison mit 57 Spielen zu den am meisten eingesetzten Torhütern der Liga. Gleichzeitig konnte er seine Fangquote auf 91,4 Prozent verbessern und führte die Liga mit 1643 gehaltenen Torschüssen an. Obwohl die Pats in der regulären Saison die wenigsten Tore der Liga schossen, verhalf ihnen Harding zum Einzug in die Play-offs, wo sie aber erneut in der ersten Runde ausschieden. Am Ende der Saison wurde Josh Harding für seine Leistungen mit der Del Wilson Trophy als bester Torhüter und der Four Broncos Memorial Trophy als wertvollster Spieler des Grunddurchgangs ausgezeichnet. Er war erst der fünfte Torhüter in der Ligageschichte, der beide Trophäen im selben Jahr gewinnen konnte. Zudem wurde er ins erste All-Star Team der Eastern Conference nominiert. Bei der Wahl zum CHL Goaltender of the Year der Dachorganisation Canadian Hockey League unterlag er Adam Russo aus der Ligue de hockey junior majeur du Québec, wurde aber schließlich ins zweite All-Star Team der CHL gewählt.
Am 29. Januar 2003 unterzeichnete Harding mit den Wild einen sogenannten Amateur tryout contract, der es dem Team erlaubte, ihn für ein NHL-Spiel als Notfall-Ersatztorwart einzusetzen. Im April 2003 unterzeichnete er schließlich einen standardgemäßgen Einstiegsvertrag bei den Wild und wurde vor der Saison 2003/04 erstmals zum Trainingscamp eingeladen. Anschließend kehrte Harding wieder in die Western Hockey League zurück. Nach 28 Spielen mit den Regina Pats führte er die Liga mit einer Fangquote von 92,7 Prozent an. Daraufhin wurde er während der U20-Junioren-Weltmeisterschaft 2004 zum Divisionsrivalen Brandon Wheat Kings transferiert. Dort verzeichnete er in 27 Spielen fünf Shutouts und erreichte in den Play-offs mit der Mannschaft die zweite Runde. Dort scheiterten sie allerdings an den späteren Titelgewinnern Medicine Hat Tigers.
Harding hielt am Ende seiner WHL-Karriere die Mannschaftsrekorde der Regina Pats für den niedrigsten Gegentorschnitt (2,56) und die meisten Shutouts (9).

### Profidebüt in der American Hockey League (2004–2007)
Zur Saison 2004/05 wechselte er während des Lockouts in der National Hockey League, durch den die gesamte NHL-Saison entfiel, zunächst in die American Hockey League (AHL). Dort stand er im Kader der Houston Aeros, die das gemeinsame Farmteam der Wild und der Dallas Stars waren, und bildete gemeinsam mit Mike Smith ein Torhütergespann. Sein Profidebüt gab Harding beim Saisonauftakt gegen die San Antonio Rampage und bestritt in der regulären Saison insgesamt 42 Spiele. Mit einem Gegentorschnitt von 2,01 belegte Harding den fünften Platz der Liga-Statistiken und lag damit deutlich vor Smith. In den Play-offs teilten sich beide ebenfalls die Einsatzzeit, konnten aber das Ausscheiden ihrer Mannschaft nach fünf Spielen gegen die Chicago Wolves nicht verhindern. Zur folgenden Saison wechselten die Dallas Stars ihren AHL-Partner, sodass Harding zum Stammtorhüter der Aeros aufstieg. Daraufhin startete er in 30 der ersten 32 Saisonspiele im Tor der Mannschaft und stellte am 10. Januar 2006 einen neuen Franchise-Rekord der Aeros auf, als er 56 Schüsse in einem Spiel abwehrte. Im selben Jahr wurde er in den Kader des AHL All-Star Classic gewählt, musste seine Teilnahme aber verletzungsbedingt absagen. Am 8. März 2006 wurde er erstmals ins NHL-Aufgebot der Minnesota Wild berufen, während er die AHL mit einer Fangquote von 92,3 Prozent anführte.
Sein NHL-Debüt gab Josh Harding knapp einen Monat später am 4. April 2006 beim 5:4-Sieg gegen die St. Louis Blues. Dabei war er der erste Torhüter in der Geschichte der Liga, dessen Debüt in einem Shootout entschieden wurde. In seinem zweiten Spiel erreichte er beim Sieg gegen die Chicago Blackhawks auch sein erstes Shutout. Nach drei Einsätzen kehrte er in die AHL zurück und schloss die Saison mit 29 Siegen aus 38 Spielen mit der viertbesten Bilanz aller Torhüter ab. Damit führte er die Aeros erneut in die Play-offs. Dort gelang es der Mannschaft zunächst, die Peoria Rivermen zu sweepen, also die Serie ohne Niederlage zu gewinnen, bevor sie in der zweiten Runde ihrerseits von den Milwaukee Admirals gesweept wurden. Harding ließ in dieser Serie 20 Gegentore in vier Spielen zu und wurde zwischenzeitlich durch Seamus Kotyk ersetzt.
Vor dem Start der NHL-Saison 2006/07 wurde erwartet, dass Harding einen dauerhaften Platz als Back-up-Torhüter im Kader der Wild erhalten würde. Nach einer Leistenverletzung im Trainingscamp wurde er aber zunächst wieder in die AHL geschickt. Stattdessen setzte sich Niklas Bäckström als Ersatz- und später als Stammtorhüter der Wild durch. Für Houston bestritt Harding erneut 38 Spiele und konnte seine individuellen Statistiken leicht verbessern, lag allerdings mit 17 Siegen deutlich hinter seiner Bilanz aus der Vorsaison. Im Februar 2007 wurde er dauerhaft in den NHL-Kader Minnesotas berufen, nachdem Manny Fernandez durch eine Knieverletzung ausgefallen war. In neun Einsätzen stellte er mit einer Fangquote von 96 Prozent einen neuen mannschaftsinternen Rookie-Rekord auf.

### Ersatztorwart der Minnesota Wild (2007–2010)

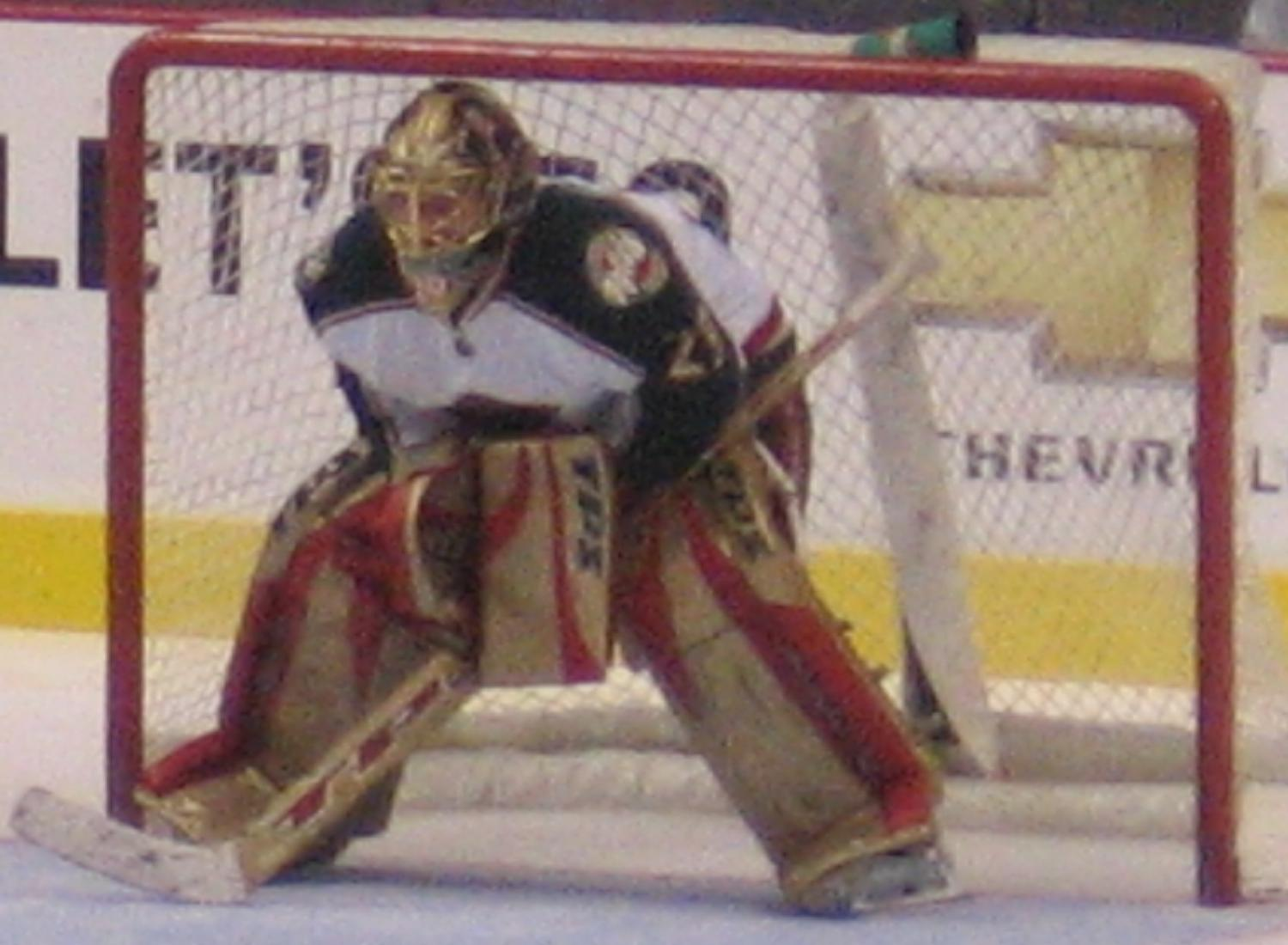
Josh Harding beim Aufwärmen im November 2007

Im Juli 2007 liefen sowohl die Verträge von Harding als auch von Bäckström aus und beide wurden zu Restricted Free Agents. Die Wild gaben daraufhin ihren bisherigen Stammtorhüter Fernandez an die Boston Bruins ab und unterzeichneten neue Verträge mit Bäckström und Harding, sodass Harding erstmals einen dauerhaften Platz im NHL-Kader erhielt. In seinem ersten Saisonspiel gegen die Anaheim Ducks gelang ihm mit 37 gehaltenen Schüssen das dritte Shutout seiner NHL-Karriere. Da er laut den Regularien der Liga weiterhin als Neuprofi geführt wurde, stellte er am Ende der Saison mit elf Siegen einen weiteren Rookie-Rekord der Minnesota Wild auf. Insgesamt absolvierte er als Ersatztorwart hinter Bäckström 29 Spiele und kam am 15. April 2008 auch zu einem ersten Play-off-Einsatz, als er im vierten Spiel der Best-of-Seven-Serie gegen die Colorado Avalanche im dritten Drittel eingewechselt wurde und alle elf Schüsse abwehrte.
In der folgenden Saison erhielt Harding aufgrund herausragender Leistungen von Bäckström, der am Ende der Saison als Finalist für die Vezina Trophy als bester Torhüter nominiert wurde, deutlich weniger Einsatzzeit. Insgesamt wurde Harding in 19 Spielen eingesetzt, davon in elf von Beginn an, und verzeichnete nur drei Siege. Dennoch erhielt er mit einem Gegentorschnitt von 2,21 Aufmerksamkeit in der NHL. Zudem belegte er mit einer Fangquote von 92,9 Prozent ligaweit hinter Tim Thomas den zweiten Platz aller Torhüter, die mindestens zehn Einsätze bestritten. Aufgrund seiner Situation als Ersatztorwart gab es im folgenden Sommer Gerüchte um einen möglichen Wechsel Hardings, unter anderem zu den Edmonton Oilers. Er einigte sich allerdings im Juli 2009 mit den Minnesota Wild auf einen neuen Einjahresvertrag über 1,1 Millionen US-Dollar.
Harding fungierte in der Saison 2009/10 weiterhin als Ersatztorwart und ließ in seinen ersten beiden Einsätzen insgesamt elf Tore zu. Nachdem er im Saisonverlauf mehrere Spiele aufgrund von Verletzungen verpasst hatte, stand Harding im März 2010 nach einer Leistenverletzung von Bäckström sieben Spiele in Folge im Tor Minnesotas, wobei er vier Siege verzeichnen konnte. Nachdem sich Harding bereits im Trainingscamp vor Beginn der Saison eine Verletzung an der Hüfte zugezogen hatte, verletzte er diese in einer Partie gegen die Detroit Red Wings erneut und fiel für die verbleibenden sieben Saisonspiele aus. Insgesamt schloss er die Spielzeit mit einer Fangquote von 90,5 Prozent in 25 Einsätzen ab.

### Verletzung und Diagnose von Multipler Sklerose (2010–2012)
Nach einer Operation an der Hüfte im Sommer kehrte Harding am 24. September 2010 bei einem Vorbereitungsspiel gegen die St. Louis Blues aufs Eis zurück. Bereits im ersten Drittel des Spiels kollidierte er allerdings mit dem Flügelstürmer Brad Boyes und blieb mehrere Minuten lang auf dem Rücken liegen, bevor er von seinen Mitspielern von Eis getragen wurde. Daraufhin wurde dem Torwart ein Kreuzband- und ein Innenbandriss diagnostiziert, sodass er für den Rest der Saison 2010/11 ausfiel. Nach dem Ende der Saison boten ihm die Wild einen neuen Einjahresvertrag über 750.000 US-Dollar an, den Harding am 1. Juli 2011 unterzeichnete.

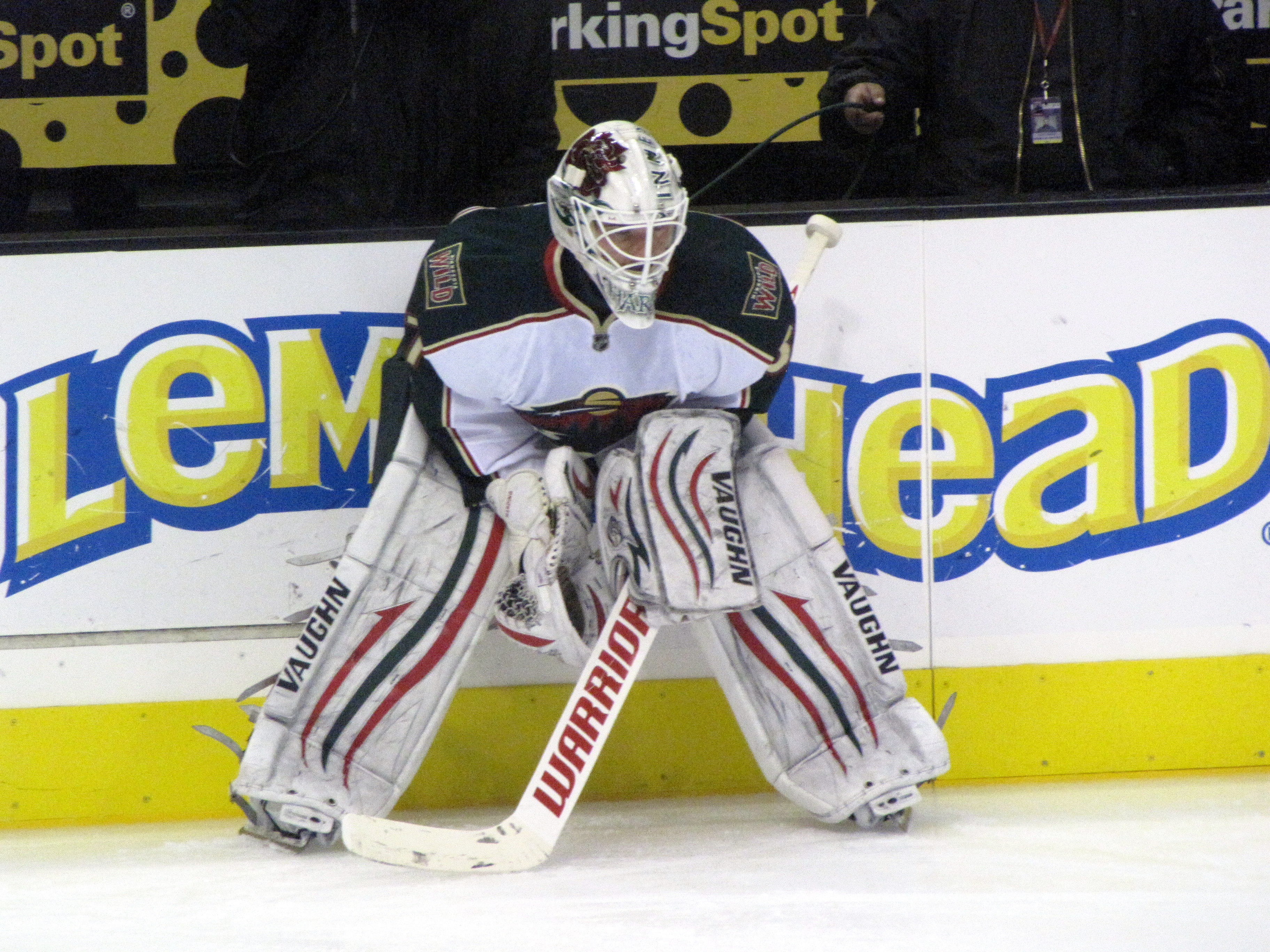
Josh Harding im Dezember 2011

Bei seinem zweiten Saisonspiel am 29. Oktober 2011 wehrte Harding gegen die Detroit Red Wings alle 36 Schüsse ab und verzeichnete neben dem Shutout seinen ersten NHL-Sieg nach mehr als 18 Monaten. Insgesamt konnte er von seinen ersten acht Saisonspielen mit der Mannschaft sechs gewinnen. Im Laufe der Saison 2011/12 teilte sich Harding die Einsatzzeit mit Bäckström und kam so auf neue persönliche Bestwerte von 34 NHL-Spielen und 13 Siegen. Mit seiner Mannschaft beendete er die Saison allerdings auf dem vierten Platz der Northwest Division und verpasste damit zum dritten Mal in Folge die Play-offs. Nach seinem erfolgreichen Comeback einigte er sich mit den Wild auf einen neuen Dreijahresvertrag über insgesamt 5,7 Millionen US-Dollar und entschied sich damit dagegen, bei einem anderen Team möglicherweise einen besser bezahlten Vertrag zu erhalten, aber weiterhin als Ersatztorwart zu spielen.
Am 27. September 2012 wurde Harding Multiple Sklerose diagnostiziert, nachdem er zuvor ein Zwicken im Nacken und Schwindel verspürt und sich routinemäßig einer Magnetresonanztomographie bei seinem Mannschaftsarzt unterzogen hatte. Die Symptome dieser Autoimmunerkrankung sind unter anderem ein möglicher Verlust des Gleichgewichts, verschwommene Wahrnehmung und Müdigkeit. Zunächst informierte Harding nur seine Familie über die Erkrankung, bevor er sich im November 2012 an seine Mannschaftskollegen, Trainer Mike Yeo und General Manager Chuck Fletcher wandte und die Diagnose schließlich öffentlich machte. Bereits zwei Wochen zuvor hatte er das Training wieder aufgenommen. Gleichzeitig kündigte er an, seine NHL-Karriere fortzusetzen und zum Start der Saison 2012/13, der sich zu dieser Zeit durch den Lockout in der NHL verzögerte, in den Kader der Wild zurückzukehren:

“I don’t want people treating me different, I don’t want people feeling bad for me, I don’t want people moping around. I want this to be a story where when we look back, it was a happy story.”

„Ich will nicht, dass Leute mich anders behandeln. Ich will nicht, dass Leute Mitleid mit mir haben, ich will nicht, dass Leute Trübsal blasen. Ich will, dass das eine Geschichte wird, die, wenn wir zurücksehen, eine glückliche Geschichte ist.“

### Comeback in der NHL (2013–2015)
Im Januar 2013 stand Harding vor Beginn der verkürzten NHL-Saison 2012/13 beim Trainingscamp wieder im Kader der Wild und fungierte beim Saisonauftakt als Ersatztorwart von Bäckström. Am 20. Januar 2013, knapp vier Monate nach seiner Diagnose, gab Harding sein Comeback in der NHL und führte seine Mannschaft beim Spiel gegen die Dallas Stars zu einem 1:0-Shutout, bei dem er alle 24 Schüsse abwehrte. Er wurde daraufhin als First Star des Spiels ausgezeichnet. Obwohl er den Einsatz zunächst nur als „Probespiel“ bezeichnet hatte, stand er fünf Tage später beim Spiel gegen die Detroit Red Wings erneut zu Spielbeginn im Tor der Wild. Bei der 2:5-Niederlage wehrte er insgesamt 22 von 27 Schüssen ab. Im folgenden Einsatz konnte Harding allerdings nicht mehr an seine Leistungen anknüpfen und wurde nach zwei Gegentoren in den ersten sieben Minuten ausgewechselt. Nach einem vorerst letzten Kurzeinsatz gegen die Vancouver Canucks wurde Harding Mitte Februar 2013 auf die Injured Reserve List gesetzt, um sich an neue Medikamente zur Behandlung seiner Krankheit anzupassen. Nach knapp zwei Monaten nahm der Torwart sein Training mit den Wild wieder auf und wurde zunächst für zwei Spiele zu den Houston Aeros in die AHL geschickt. Beim vorletzten Saisonspiel gegen die Edmonton Oilers kehrte er ins Tor der Minnesota Wild zurück, als er Bäckström im ersten Drittel ersetzte.
Durch den achten Platz in der Western Conference sicherte sich die Mannschaft zum ersten Mal seit 2008 einen Platz in den Play-offs und traf dort auf die Chicago Blackhawks, die als punktbeste Mannschaft der regulären Saison die Presidents’ Trophy gewonnen hatte. Kurz vor Beginn des ersten Spiels verletzte sich allerdings Starttorhüter Bäckström beim Aufwärmen, sodass Harding kurzfristig seinen Platz einnahm und bei der 1:2-Niederlage nach Overtime insgesamt 35 Schüsse abwehrte. Nach 43 gehaltenen Schüssen im folgenden Spiel verzeichnete Harding am 5. Mai 2013 seinen ersten Sieg in den NHL-Play-offs. Die Wild schieden schließlich allerdings nach fünf Spielen in der Best-of-Seven-Serie aus.
Am Ende der Saison wurde Harding für sein Comeback mit der Bill Masterton Memorial Trophy ausgezeichnet, die jährlich an den Spieler verliehen wird, der besondere Ausdauer, Hingabe und Fairness rund um das Eishockey zeigt.
Zur Saison 2013/14 kehrte Harding als Ersatztorwart hinter Bäckström dauerhaft in den Kader der Wild zurück. Nachdem sich Bäckström im dritten Saisonspiel gegen die Nashville Predators eine Knieverletzung zuzog, nahm Harding allerdings seinen Posten ein und ließ in seinen ersten vier Einsätzen jeweils nur ein Gegentor zu. Auch nach der Rückkehr von Bäckström ins Aufgebot konnte Harding seine gute Form bestätigen und gewann als Stammtorhüter die ersten zehn Heimspiele mit seiner Mannschaft.  Nachdem er im November 2013 die Wild mit einer Fangquote von 92,6 Prozent zu insgesamt acht Siegen führte, belegte er in der Wahl zum NHL-Spieler des Monats den dritten Rang hinter Patrick Kane und Jewgeni Malkin. Er war damit der erste Spieler in der Mannschaftsgeschichte, der am Ende eines Monats unter die Three Stars gewählt wurde.
Zunächst behauptete Harding damit seine Rolle an Stammtorhüter, bevor er im Dezember 2013 nach einer leichten Anpassung der Medikamente seiner Behandlung erstmals in der Saison auf die Injured Reserve List gesetzt wurde. Nach zwei weiteren Einsätzen Ende des Monats fiel er aufgrund von Komplikationen mit seiner Behandlung auf unbestimmte Zeit aus. Stattdessen nahmen zunächst der Rookie Darcy Kuemper und später Ilja Brysgalow, den die Wild an der Trade Deadline erworben hatten, seinen Platz ein. Obwohl Harding gegen Saisonende das Training wieder aufnahm, kam er zu keinem Einsatz mehr. Damit schloss er die Spielzeit mit 18 Siegen aus 25 Spielen ab. Seine Fangquote von 93,3 Prozent und sein Gegentorschnitt von 1,65 waren jeweils Ligabestwert.
Zu Beginn der Saison 2014/15 sollte Harding erstmals wieder im NHL-Aufgebot stehen, fiel jedoch vorerst aufgrund eines gebrochenen Fußes aus. Nach überstandener Verletzung wurde er im Dezember 2014 an das neue AHL-Farmteam, die Iowa Wild, abgegeben. Dort wurde Harding jedoch bereits im zweiten Pflichtspiel aufgrund einer von der Multiplen Sklerose verursachten Dehydratation ausgewechselt und kurzzeitig im Krankenhaus behandelt. In der Folge absolvierte der Kanadier in der Saison 2014/15 kein Pflichtspiel mehr und erhielt nach Saisonende keinen neuen Vertrag bei den Wild. Es wird davon ausgegangen, dass seine aktive Profikarriere damit beendet ist, obwohl er dies bisher nicht selbst verkündet hat.

### International
Harding vertrat die Auswahl Canada West, die sich aus Spielern von Manitoba und Hardings Heimatprovinz Saskatchewan zusammensetzt, bei der World U-17 Hockey Challenge 2001 und war in allen fünf Spielen Stammtorhüter der Mannschaft. Durch eine Niederlage gegen die Provinz Ontario im Spiel um die Bronzemedaille belegte die Auswahl den vierten Platz. Bei der U18-Junioren-Weltmeisterschaft 2002 repräsentierte er erstmals die kanadische Nationalmannschaft und teilte sich die Einsatzzeit zunächst mit Maxime Daigneault. In zwei Einsätzen ließ er jeweils nur ein Gegentor zu, bevor er durch eine Verletzung für den Rest des Turniers ausfiel. Am Ende belegte Kanada den sechsten Platz.
Zwei Jahre später wurde Harding bei der U20-Junioren-Weltmeisterschaft 2004 erneut in den kanadischen Kader nominiert und war Ersatztorwart hinter Marc-André Fleury, der zu dieser Zeit bereits in der NHL spielte. In der Vorrunde kam Harding beim 10:0-Sieg gegen die Ukraine zu seinem einzigen Einsatz, als er 11 Schüsse abwehrte und damit sein erstes Shutout mit der Nationalmannschaft verzeichnete. In der Endrunde absolvierte er kein Spiel mehr, gewann aber schließlich mit der Mannschaft die Silbermedaille.
Nachdem die Minnesota Wild in der Saison 2008/09 die Play-offs verpasst hatten, wurde Harding hinter Dwayne Roloson und Chris Mason als dritter Torwart für die Weltmeisterschaft 2009 nominiert. Dort kam er allerdings im Turnierverlauf nicht zum Einsatz. Am Ende gewann er mit Kanada die Silbermedaille.
Vor den Olympischen Winterspielen 2014 wurde Harding aufgrund seiner Leistungen in der NHL von Medien als möglicher Kandidat für den dritten Torwartposten der kanadischen Mannschaft ins Spiel gebracht. Schließlich erhielt allerdings Mike Smith die Einladung für das Team Canada.

## Spielstil und Besonderheiten

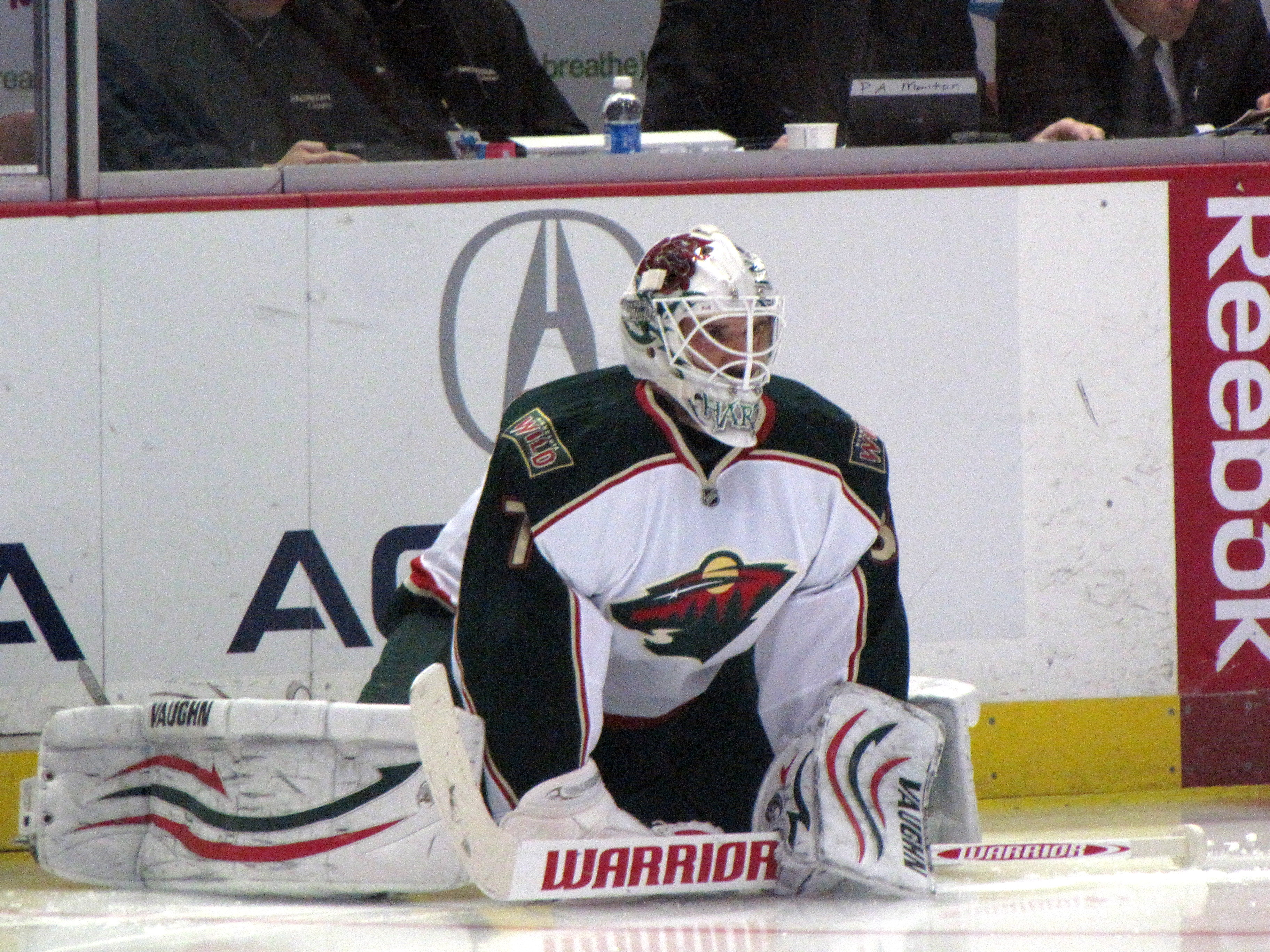
Josh Harding beim Aufwärmen vor einem NHL-Spiel (2011)

Harding spielt, wie die meisten heutigen NHL-Torhüter, im Butterfly-Stil. Dabei lässt er sich auf die Knie fallen und spreizt die Unterschenkel mit den Beinschonern so weit wie möglich vom Körper ab. Gleichzeitig zieht er die Schoner in der Mitte zusammen, um das sogenannte Five Hole, die Lücke zwischen den beiden Beinen, abzudecken, und benutzt dazu zusätzlich seinen Stock. Harding ist einer der wenigen Torhüter in der NHL, die den Fanghandschuh an der rechten Hand tragen. In der Saison 2013/14 waren nur zwei weitere Rechtsfänger, Jonas Hiller und Steve Mason, Stammtorhüter.
Als Hardings Stärken gelten seine gute Kontrolle der Torwinkel und seine schnellen Reflexe mit der Fanghand. Außerdem wird sein Umgang mit dem Puck als überdurchschnittlich gut bewertet. Auch seine Größe von 1,85 m und seine Athletik kann er zu seinem Vorteil nutzen. Harding selbst sieht seine größte Stärke darin, besonders gute Leistungen in Drucksituationen zu zeigen. Als Schwäche wird gelegentlich seine Unbeständigkeit in der NHL genannt, die auch auf eine lange Verletzungsgeschichte zurückzuführen ist.

## Erfolge und Auszeichnungen
| - 2002 WHL East Second All-Star Team - 2003 WHL East First All-Star Team - 2003 Del Wilson Trophy - 2003 Four Broncos Memorial Trophy | - 2003 CHL Second All-Star Team - 2006 Teilnahme am AHL All-Star Classic (verletzungsbedingte Absage) - 2013 Bill Masterton Memorial Trophy - 2014 Höchste Fangquote der NHL |

### International
- 2004 Silbermedaille bei der U20-Junioren-Weltmeisterschaft
- 2009 Silbermedaille bei der Weltmeisterschaft

## Karrierestatistik

### International
(Legende zur Torhüterstatistik: GP oder Sp = Spiele insgesamt; W oder S = Siege; L oder N = Niederlagen; T oder U oder OT = Unentschieden oder Overtime- bzw. Shootout-Niederlage; Min. = Minuten; SOG oder SaT = Schüsse aufs Tor; GA oder GT = Gegentore; SO = Shutouts; GAA oder GTS = Gegentorschnitt; Sv% oder SVS% = Fangquote; EN = Empty Net Goal; 1 Play-downs/Relegation; Kursiv: Statistik nicht vollständig)

## Soziales Engagement
Harding begann sein soziales Engagement bereits in seiner Junioren-Zeit bei den Regina Pats, als er in der Saison 2003/04 das Programm Saves for a Cure ins Leben rief. Dabei spendete er für jeden gehaltenen Schuss einen Dollar an die Palliativstation in Regina und gewann auch lokale Unternehmen für seine Kampagne. Im November 2006 wurde seiner älteren Schwester Stephanie Brustkrebs diagnostiziert, woraufhin Harding eine Website gründete, auf der er Fanartikel zugunsten der Canadian Breast Cancer Foundation versteigerte. Dabei spendete unter anderem Wayne Gretzky einen signierten Schläger für die Auktion. Außerdem wollte er durch die Bemalung seines Helms mit Rosa Schleifen das Bewusstsein für die Krankheit steigern.
Nach seiner Diagnose von Multipler Sklerose im November 2012 fand es Harding schwierig, Informationen über die Krankheit zu sammeln. Er startete daraufhin die gemeinnützige Organisation Harding’s Hope, um das Verständnis für MS in der Bevölkerung zu erhöhen. Zudem will er mithilfe von Spenden andere Menschen, die unter der Krankheit leiden, unterstützen und ihnen zur Seite stehen.